# Тейлор, Лайонел (футболист)
Лайонел Тейлор (англ. Lionel Taylor; 22 января 1984) — самоанский футболист, выступал за сборную Самоа.

## Карьера
На клубном уровне известен по выступлениям за самоанский «Киви», в котором провёл практически всю карьеру за исключением сезона 2014/15, когда выступал в другом местном клубе «Лупе оле Соага».
В составе сборной Самоа дебютировал в 2004 году в рамках квалификации к чемпионату мира 2006, а всего принял участие в четырёх отборочных турнирах к чемпионатам мира 2006, 2010, 2014 и 2018 годов. В 2016 году принимал участие в Кубке наций ОФК, на котором сыграл во всех трёх матчах группового этапа и занял с командой последнее место. Данный турнир также выполнял роль одного из этапа отбора на чемпионат мира 2018.